# Martin Buser

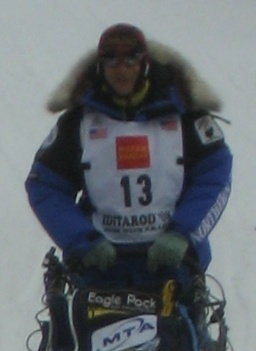
Martin Buser (2008)

Martin Buser (* 29. März 1958 in Winterthur) ist Schweizerisch-amerikanischer Schlittenhundesportler.
1979 wanderte er nach Alaska aus und begann, hauptberuflich Schlittenhunde zu züchten. 1980 bestritt er sein erstes Iditarod-Rennen, 1981 das zweite. Seit 1986 nahm er an jedem Rennen teil. Bei zwanzig Teilnahmen gewann Buser das Rennen viermal: 1992, 1994, 1997 und 2002. Sein erster Sieg war auch der erste Sieg eines Ausländers am Iditarod. Beim Rennen im Jahr 2002 stellte er zudem einen Streckenrekord auf, indem er das Rennen als erster Teilnehmer in weniger als 9 Tagen beendete, nämlich in acht Tagen, 22 Stunden, 46 Minuten und 2 Sekunden. Jedoch wurde dieser von John Baker 2011 gebrochen. Seit 2002 besitzt Buser einen amerikanischen Pass. 
Sein Sohn Rohn nimmt inzwischen auch an den Rennen teil. 